# República Socialista Checoslovaca
La República Socialista Checoslovaca o República Socialista de Checoslovaquia (en checo y eslovaco, Československá socialistická republika, ČSSR) fue el nombre oficial de Checoslovaquia desde el 11 de julio de 1960 hasta el 23 de abril de 1990. Tras el golpe de Estado de febrero de 1948, cuando el Partido Comunista de Checoslovaquia tomó el poder con el apoyo de la Unión Soviética, el país fue declarado una república socialista tras la entrada en vigor de la constitución del 9 de mayo. El nombre tradicional Československá Republika (República Checoslovaca) se cambió el 11 de julio de 1960 tras la aplicación de la Constitución de Checoslovaquia de 1960 como símbolo de la "victoria final del socialismo" en el país.
Tras el golpe de Praga, cuando el Partido Comunista de Checoslovaquia tomó el poder con el apoyo de la Unión Soviética, el país fue declarado república socialista cuando entró en vigor la Constitución del 9 de mayo. El nombre tradicional Československá republika (República Checoslovaca), junto con varios otros símbolos estatales, se cambiaron el 11 de julio de 1960 tras la implementación de la Constitución de Checoslovaquia de 1960 como símbolo de la "victoria final del socialismo" en el país. En abril de 1990, poco después de la Revolución de Terciopelo de noviembre de 1989, la República Socialista Checoslovaca pasó a llamarse República Federal Checa y Eslovaca.

## Nombre
El nombre oficial del país era República Socialista Checoslovaca. La sabiduría convencional sugería que se la conocería simplemente como la "República Checoslovaca", su nombre oficial de 1920 a 1938 y de 1945 a 1960. Sin embargo, los políticos eslovacos sintieron que esto disminuía la estatura de Eslovaquia y exigieron que el nombre del país se escribiera con un guion (es decir, "República Checo-eslovaca"), como se deletreó desde la independencia de Checoslovaquia en 1918 hasta 1920, y nuevamente en 1938 y 1939. El presidente Havel luego cambió su propuesta a "República de Checoslovaquia", una propuesta que no cayó bien entre los políticos checos que vieron recordatorios del Acuerdo de Múnich de 1938, en el que la Alemania nazi anexó una parte de ese territorio. El nombre también significa "tierra de los checos y eslovacos", mientras que latinizado del nombre original del país: "la nación checoslovaca". tras la independencia en 1918, del endónimo checo Češi - a través de su ortografía polaca.
El nombre "checo" deriva del endónimo checo Češi vía polaco, del arcaico checo Čechové, originalmente el nombre de la tribu eslava occidental cuya dinastía Přemyslid sometió a sus vecinos en Bohemia alrededor del año 900 d.c. Su etimología adicional es discutida. La etimología tradicional la deriva de un líder epónimo Čech que llevó a la tribu a Bohemia. Las teorías modernas lo consideran un derivado oscuro, p. Ej. de četa, una unidad militar medieval. Mientras tanto, el nombre "eslovaco" se tomó de los "eslavos" eslavos, ya que el origen de la palabra eslava sigue siendo incierto.
Durante la existencia del estado, simplemente se hacía referencia a "Checoslovaquia" o, en ocasiones, a "CSSR" y "RSC" en forma abreviada.

## Historia

### Antecedentes
Antes de la ofensiva de Praga en 1945, Edvard Beneš, el líder checoslovaco, estuvo de acuerdo con las demandas del líder soviético Iósif Stalin de un acuerdo incondicional con la política exterior soviética y los Decretos de Beneš. Si bien Beneš no era un cuadro de Moscú y varias reformas internas de otros países del bloque del este no formaban parte del plan de Beneš, Stalin no se opuso porque el plan incluía la expropiación de propiedades y estaba satisfecho con la fuerza relativa de los comunistas en Checoslovaquia en comparación con otros países del bloque.
En abril de 1945 se formó la Tercera República, liderada por un Frente Nacional de seis partidos. Debido a la fuerza del Partido Comunista y la lealtad de Beneš, a diferencia de otros países de Europa Central y Oriental, la URSS no requirió políticas del Bloque del Este o cuadros "confiables" en los puestos de poder checoslovacos, y los poderes ejecutivo y legislativo mantuvieron sus estructuras tradicionales. Los comunistas fueron los grandes ganadores en las elecciones de 1946, obteniendo un total de 114 escaños (tenían una lista separada en Eslovaquia).
Sin embargo, a partir de entonces, la Unión Soviética se sintió decepcionada porque el gobierno no logró eliminar la influencia "burguesa" en el ejército, expropiar a los industriales y grandes terratenientes y eliminar a los partidos fuera del "Frente Nacional". La esperanza en Moscú estaba menguando por una victoria comunista en las elecciones de 1948 tras un informe del Kremlin de mayo de 1947 que concluía que los "elementos reaccionarios" que alababan la democracia occidental se habían fortalecido.
Tras la breve consideración de Checoslovaquia de aceptar fondos del Plan Marshall, y el posterior regaño de los partidos comunistas por parte del Kominform en Szklarska Poręba en septiembre de 1947, Rudolf Slánský regresó a Praga con un plan para la toma final del poder, incluida la eliminación por parte del StB de los enemigos del partido y la purga de los disidentes. A partir de entonces, el embajador soviético Valerian Zorin organizó un golpe de Estado comunista, seguido de la ocupación de los ministerios de ministros no comunistas, mientras que el ejército estaba confinado en los cuarteles.
El 25 de febrero de 1948, Beneš, temeroso de la guerra civil y la intervención soviética, capituló y nombró un gobierno dominado por los comunistas que prestó juramento dos días después. Aunque los miembros de los otros partidos del Frente Nacional todavía figuraban nominalmente, esto fue, a todos los efectos, el comienzo de un gobierno comunista absoluto en el país. El ministro de Relaciones Exteriores, Jan Masaryk, el único ministro destacado que quedaba que no era comunista ni compañero de ruta, fue encontrado muerto dos semanas después. El 30 de mayo, una sola lista de candidatos del Frente Nacional, ahora una organización dominada por el Partido Comunista, fue elegida para la Asamblea Nacional.
Después de la aprobación de la Constitución del 9 de mayo el 9 de junio de 1948, el país se convirtió en República popular hasta 1960. Aunque no era un documento completamente comunista, estaba lo suficientemente cerca del modelo soviético que Beneš se negó a firmarlo. Había dimitido una semana antes de que finalmente fuera ratificado y murió en septiembre. La Constitución del 9 de mayo confirmó que el KSČ poseía el poder absoluto, al igual que otros partidos comunistas en el Bloque del Este. El 11 de julio de 1960 se promulgó la Constitución de Checoslovaquia de 1960, cambiando el nombre del país de "República Checoslovaca" a "República Socialista Checoslovaca".
En gran parte de la década de 1950 (entre 1948 y 1957, salvo un período de estancamiento en 1953-1994), Checoslovaquia experimentó un gran crecimiento económico (hasta 170%), el mismo que caracterizaba la economía mundial en aquellos años. El foco del crecimiento se centraba en la metalurgia, maquinearía pesada y la minería de carbón, y se daba sobre todo en la parte eslovaca (donde llegaría a ser más que el doble que en la parte checa). En este período, países como Japón y Alemania Occidental disfrutaron de un crecimiento de 300%, y otros como Austria y Grecia vieron un volumen de crecimiento parecido al de Checoslovaquia. Aunque la mano de obra checoslovaca era hábil y eficiente, un sistema fallido de incentivos, manejo del trabajo y recursos laborales, basado en el segundo plan quinquenal de las autoridades, resultaba en un alto ritmo de rotación de empleados, menor productividad y baja calidad del producto final. Estos fallos alcanzaron su nivel crítico a principio de los años 1960, dando lugar a una larga recesión.

### 1960-1990

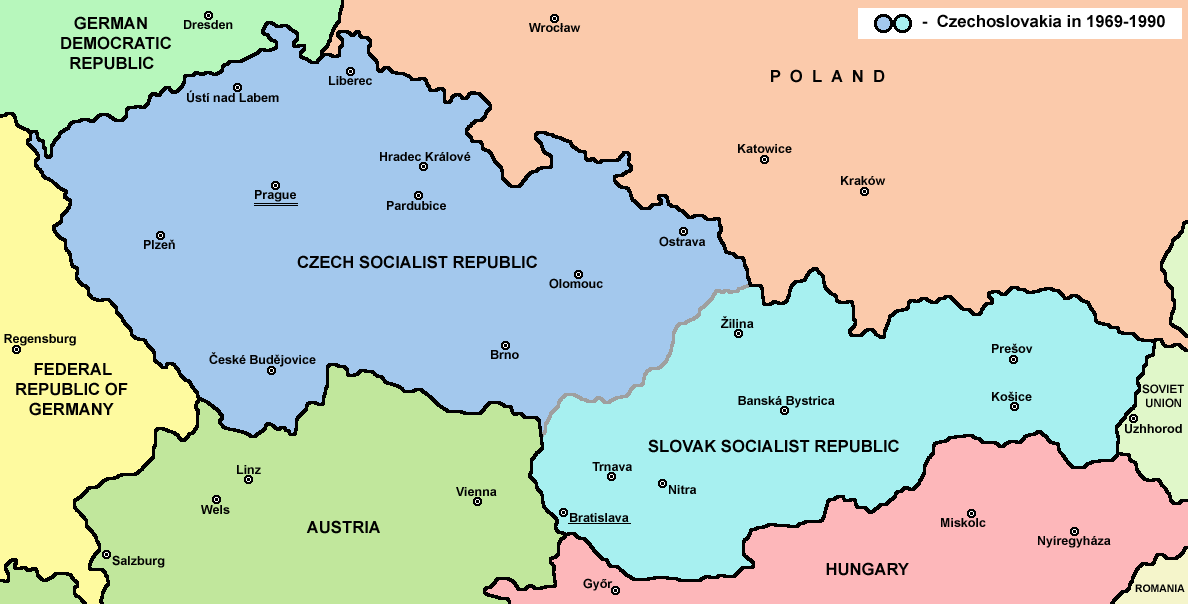
Checoslovaquia en 1969.

Con la excepción de la Primavera de Praga a fines de la década de 1960, Checoslovaquia se caracterizó por la ausencia de democracia y competitividad de sus contrapartes de Europa Occidental como parte de la Guerra fría. En 1969, el país se convirtió en una república federativa compuesta por la República Socialista Checa y la República Socialista Eslovaca.
Bajo la federación, las desigualdades sociales y económicas entre las mitades checa y eslovaca del país fueron eliminadas en gran medida. Varios ministerios, como Educación, fueron transferidos formalmente a las dos repúblicas. Sin embargo, el control político centralizado del Partido Comunista limitó severamente los efectos de la federalización.
Tras la invasión de Checoslovaquia por el Pacto de Varsovia en 1968, la década de 1970 vio el surgimiento del movimiento disidente en Checoslovaquia, representado (entre otros) por Václav Havel. El movimiento buscaba una mayor participación y expresión política frente a la desaprobación oficial, manifestándose por las limitaciones a las actividades laborales (hasta la prohibición de cualquier empleo profesional y el rechazo de la educación superior a los hijos de los disidentes), el acoso policial e incluso la cárcel.
A fines de 1989, el país volvió a ser una democracia a través de la Revolución de Terciopelo. En 1992, la Asamblea Federal decidió dividir el país en la República Checa y Eslovaquia el 1 de enero de 1993.

## Geografía
La República Socialista Checoslovaca limitaba al oeste con Alemania Occidental y Alemania Oriental, al norte con Polonia, al este con la Unión Soviética y al sur con Hungría y Austria.

## Políticas
El Partido Comunista de Checoslovaquia (KSČ), encabezado inicialmente por el primer secretario Klement Gottwald, tenía el monopolio de la política. Tras la escisión de Tito-Stalin de 1948 y el bloqueo de Berlín, se produjeron un aumento de las purgas del partido en todo el Bloque del Este, incluida una purga de 550.000 miembros del partido del KSČ, el 30% de sus miembros. Aproximadamente 130.000 personas fueron enviadas a prisiones, campos de trabajo y minas.
La evolución de la dureza resultante de las purgas en Checoslovaquia, como gran parte de su historia después de 1948, fue una función de la toma tardía del poder por los comunistas, con muchas de las purgas centradas en el número considerable de miembros del partido con membresías anteriores en otros partidos. Las purgas acompañaron a varios juicios de exhibición, incluidos los de Rudolf Slánský, Vladimír Clementis, Ladislav Novomeský y Gustáv Husák (Clementis fue posteriormente ejecutado). Slánský y otros once fueron condenados en el Proceso de Praga o Juicio  Slánský por ser "traidores trotskistas-sionistas-titoistas-burgueses-nacionalistas" en una serie de juicios de exhibición, después de los cuales fueron ejecutados y sus cenizas se mezclaron con material que se usaba para llenar carreteras en las afueras de Praga.
Antonín Novotný se desempeñó como Primer Secretario del KSČ de 1953 a 1968. Gustáv Husák fue elegido primer secretario de la KSČ en 1969 (cambiado a Secretario General en 1971) y presidente de Checoslovaquia en 1975. Existían otros partidos y organizaciones, pero funcionaban en funciones subordinadas a KSČ. Todos los partidos políticos, así como numerosas organizaciones de masas, se agruparon bajo el paraguas del Frente Nacional de la República Socialista Checoslovaca. Los activistas de derechos humanos y los activistas religiosos fueron severamente reprimidos.
En términos de nombramientos políticos, la KSČ mantuvo listas de cuadros y nomenklatura, y esta última contenía todos los puestos que eran importantes para la aplicación fluida de la política del partido, incluidos puestos militares, puestos administrativos, directores de empresas locales, administradores de organizaciones sociales, periódicos, etc. Se pensaba que las listas de nomenklatura del KSČ contenían 100.000 listados de publicaciones. Los nombres de aquellos que el partido consideró lo suficientemente confiables como para asegurar un puesto de nomenklatura se compilaron en la lista de cuadros.

### Jefes de Estado y de Gobierno
- Lista de presidentes
- Lista de primeros ministros

### Relaciones Extranjeras
Checoslovaquia controlada por los comunistas fue un participante activo en el Consejo de Asistencia Económica Mutua (Comecon), el Pacto de Varsovia, la ONU y sus agencias especializadas, y el Movimiento de Países No Alineados; fue signatario de la conferencia sobre seguridad y cooperación en Europa.

### División administrativa
1960-1992: 10 regiones (kraj), Praga y (desde 1970) Bratislava; dividida en 109-114 distritos (okresy); los kraje fueron abolidos temporalmente en Eslovaquia en 1969-1970 y para muchas funciones desde 1991 en Checoslovaquia; además, las dos repúblicas internas, la República Socialista Checa y la República Socialista Eslovaca, se establecieron en 1969.

## Organización político-administrativa
A partir de 1969, la República Socialista de Checoslovaquia se dividió internamente en dos repúblicas socialistas federadas:
| Bandera | Escudo | Inicio | Fin  | Nombre                        | Capital    | País actual     |
| ------- | ------ | ------ | ---- | ----------------------------- | ---------- | --------------- |
|         |        | 1969   | 1990 | República Socialista Checa    | Praga      | República Checa |
|         |        | 1969   | 1990 | República Socialista Eslovaca | Bratislava | Eslovaquia      |

## Economía
La economía de la CSSR era una economía de mando de planificación centralizada con vínculos controlados por el partido comunista, similar a la Unión Soviética. Tenía una gran industria metalúrgica, pero dependía de las importaciones de minerales de hierro y no ferrosos. Al igual que el resto del Bloque del Este, los bienes de producción se vieron favorecidos por los bienes de consumo y, como resultado, los bienes de consumo carecían de cantidad y calidad. Esto dio lugar a una economía de escasez. Las tasas de crecimiento económico quedaron muy por detrás de las contrapartes de Europa occidental de Checoslovaquia. Las inversiones realizadas en la industria no arrojaron los resultados esperados y el consumo de energía y materias primas fue excesivo. Los propios líderes checoslovacos denunciaron el fracaso de la economía en modernizarse con suficiente rapidez.
En la década de 1950, Checoslovaquia experimentó un alto crecimiento económico (un promedio del 7% anual), lo que permitió un aumento sustancial de los salarios y el nivel de vida, lo que promovió la estabilidad del régimen.
A mediados de la década de 1980, la Checoslovaquia comunista era próspera según los estándares del Bloque del Este, y le fue bien en comparación con muchos países occidentales más ricos. El consumo de algunos productos como la carne, los huevos y los productos de pan fue incluso más alto que el promedio de los países de Europa occidental, y la población disfrutó de una alta estabilidad macroeconómica y una baja fricción social. Los habitantes de Checoslovaquia disfrutaron de un nivel de vida generalmente más alto que el que se encuentra en la mayoría de los demás países de Europa del Este. Fuertemente dependiente del comercio exterior, el país sin embargo tenía una de las deudas internacionales más pequeñas del Bloque del Este con países no socialistas.
- Industria: las industrias extractivas y manufactureras dominaron este sector. Las ramas principales incluían maquinaria, productos químicos, procesamiento de alimentos, metalurgia y textiles. La industria derrochaba energía, materiales y mano de obra y era lenta para actualizar la tecnología, pero era una fuente de maquinaria y armas de alta calidad para otros países comunistas.
- Agricultura: sector menor, pero abasteció la mayor parte de las necesidades alimentarias nacionales. Depende de grandes importaciones de cereales (principalmente para la alimentación del ganado) en años de clima adverso. Producción de carne limitada por la escasez de piensos, pero alto consumo de carne per cápita.
- Comercio Exterior: Exportaciones estimadas en US $ 17,8 mil millones en 1985, de las cuales el 55 % fue maquinaria, el 14 % combustibles y materiales y el 16 % bienes de consumo manufacturados. Importaciones estimadas en 17 900 millones de dólares estadounidenses en 1985, de las cuales el 41 % fueron combustibles y materiales, el 33 % maquinaria y el 12 % productos agrícolas y forestales. En 1986, alrededor del 80 % del comercio exterior se realizó con países comunistas.
- Tipo de cambio: El tipo de cambio oficial o comercial era de 5,4 kcs por 1 dólar en 1987; mientras que la tarifa turística, o no comercial, era de Kcs 10,5 por US $ 1. Ninguna tasa reflejó el poder adquisitivo. El tipo de cambio en el mercado negro rondaba los 30 Kcs por dólar estadounidense, y este tipo de cambio se haría oficial una vez que la moneda se convirtiera en convertible a principios de la década de 1990.
- Año fiscal: año calendario.
- Política fiscal: Estado propietario casi exclusivo de los medios de producción. Los ingresos de las empresas estatales son la principal fuente de ingresos seguida del impuesto sobre el volumen de negocios. Grandes gastos presupuestarios en programas sociales, subsidios e inversiones. Presupuesto generalmente equilibrado o con un pequeño superávit.

### Base de recursos
Después de la Segunda Guerra Mundial, el país tenía escasez de energía y dependía del petróleo crudo y el gas natural importados de la Unión Soviética, el carbón pardo nacional y la energía nuclear e hidroeléctrica. Las limitaciones energéticas fueron un factor importante en la década de 1980.

## Industria
Checoslovaquia heredó la mayor parte de los activos industriales existentes tras la ruptura del Imperio austrohúngaro después de la Primera Guerra Mundial. La industrialización continuó en los años de entreguerras. Incluso antes de la Segunda Guerra Mundial, el armamento y las industrias pesadas del país producían mercancías aceptadas en todo el mundo. La Segunda Guerra Mundial dejó las instalaciones industriales checoslovacas en gran parte intactas. A fines de la década de 1940, Checoslovaquia era uno de los países más industrializados del mundo y la calidad de sus productos era comparable a la de otros países industrializados.
Después de que el KSC tomara el control del país, el sector industrial — particularmente defensa e industria pesada — recibió prioridad en términos de inversión de fondos, mano de obra y materiales. La industria fue el sector líder en la expansión de la economía. La base industrial creció rápidamente, según registra el índice oficial de producción industrial. Partiendo de una base de 100 en 1948, el índice aumentó a 371,9 en 1960 y 665,5 en 1970. A fines de la década de 1970 se produjo una cierta desaceleración del crecimiento industrial, y el índice aumentó de 921,4 en 1975 a 1.156,7 en 1980. En 1985 el índice llegó a 1.322. Las cifras sugerían un crecimiento sustancial y, de hecho, el desempeño general de la industria desde la Segunda Guerra Mundial había sido impresionante.
Durante la década de 1970, Checoslovaquia había firmado acuerdos de especialización e inversión conjunta con otros miembros del Comecon, comprometiendo al país con obligaciones específicas a largo plazo, en particular ramas de producción (máquinas herramienta y locomotoras de ferrocarril, por ejemplo), en parte para garantizar la entrada de energía y materias primas.
En 1985, las ramas industriales más importantes en términos del valor monetario de su contribución a la economía eran maquinaria, ingeniería eléctrica, metalurgia, industria química, amianto, caucho y metalurgia ferrosa (incluida la extracción de minerales). Los productos manufacturados importantes eran vehículos, mercancías ferroviarias, aeronaves, mercancías eléctricas, maquinaria pesada, y equipo de precisión.
En la década de 1980, Checoslovaquia fue — a excepción de la Unión Soviética — El único constructor de equipos de energía nuclear de servicio pesado de Europa del Este y fue un proveedor conjunto de tales productos para otros miembros de Comecon. Para la exportación, Checoslovaquia se especializó en unidades más pequeñas, mientras que la Unión Soviética suministró los reactores de mayor capacidad.
A principios y mediados de la década de 1980, como parte de un esfuerzo por "reestructurar" la economía industrial, el gobierno buscó reducir la importancia relativa de la metalurgia dentro del sector industrial, recortando particularmente productos tradicionales como el arrabio, acero en bruto y productos ferrosos laminados en favor de ramas más rentables y menos intensivas en energía.

## Demografía

### Sociedad y grupos sociales
La homosexualidad fue despenalizada en 1962.

### Emigración
Históricamente, la emigración siempre ha sido una opción para los checos y eslovacos descontentos con la situación en su país. Cada ola de emigración tuvo su propio ímpetu. En el siglo XIX, las razones fueron principalmente económicas. En el siglo XX la emigración fue impulsada en gran medida por la agitación política, aunque los factores económicos todavía influyeron. La primera gran ola de emigración en el siglo XX se produjo después de que los comunistas llegaran al poder, y la siguiente ola comenzó después de la represión de la Primavera de Praga.
En la década de 1980 la forma más popular de emigrar a Occidente era viajar a Yugoslavia en automóvil y, una vez allí, tomar un desvío a Grecia, Austria o Italia (las restricciones fronterizas de Yugoslavia no eran tan estrictas como las de las naciones del Pacto de Varsovia). Solo un pequeño porcentaje de quienes solicitaron emigrar legalmente pudieron hacerlo. Los detalles exactos del proceso nunca se han publicado, pero se puede obtener una imagen razonablemente clara de quienes lo lograron. Fue un proceso largo y costoso. Los solicitantes a los que se permitía incluso considerar la emigración debían reembolsar al estado por su educación, dependiendo de su nivel de educación y salario, a una tasa que oscilaba entre 4.000 Kčs y 10.000 Kčs. (El salario medio anual era de unos 33.600 Kčs en 1984). Es probable que el solicitante perdiese su trabajo y fuese condenado al ostracismo social.
Técnicamente, al menos, a esos emigrados se les permitiría regresar de visita. Aquellos que habían sido políticamente activos, como los signatarios de la Carta 77, encontraron algo más fácil emigrar, pero no se les permitió regresar y, según los informes, tuvieron que pagar tarifas exorbitantes al estado (23.000 Kčs hasta 80.000 Kčs) si se había graduado de una universidad. Los jubilados no tenían problemas para visitar o emigrar a Occidente. Las razones de esto fueron puramente económicas: Si decidían quedarse en Occidente, el estado ya no tenía que pagar su pensión.
Existe (y siempre hubo) una enorme discrepancia entre las "estadísticas oficiales" (es decir, las cifras emitidas por el régimen comunista) sobre cuántas personas emigraron de Checoslovaquia y las estadísticas sobre "refugiados ilegales" publicadas por el Alto Comisionado de las Naciones Unidas para los Refugiados (ACNUR). Esta discrepancia no era específica de Checoslovaquia únicamente. Una situación similar se aplicó para todos los países del Bloque del Este, ya que sus regímenes autoritarios prefirieron restar importancia y suprimir los números reales.
Las estadísticas oficiales de principios de la década de 1980 muestran que, en promedio, 3,500 personas emigraron legalmente cada año. De 1965 a 1983, un total de 33.000 personas emigraron legalmente. Sin duda, esta cifra incluyó a un gran número de alemanes étnicos reasentados en Alemania Oriental. Las comunidades de emigrantes más grandes se encuentran en Austria, Alemania Occidental, Estados Unidos, Canadá y Australia.
Las cifras no oficiales son mucho mayores. Se estima que entre 1948 y 1989 cerca de 1 millón de personas abandonaron la Checoslovaquia gobernada por los comunistas. Los éxodos más grandes se produjeron después de la toma de poder comunista en febrero de 1948 y después de la invasión de Checoslovaquia por el Pacto de Varsovia en 1968, con alrededor de 200.000 personas saliendo en cada ola. Una ola de refugiados muy similar de 200.000 personas salió de Hungría en 1956 después de su fallida revolución anticomunista. En la década de 1950, cuando el régimen estaba en su punto más duro y el "Telón de Acero" era casi impenetrable, la emigración era muy baja. Aumentó entre 1969 y 1989, cuando cerca de 40.000 personas abandonaban el país cada año. Todos ellos fueron condenados a prisión en rebeldía por el régimen comunista por salir ilegalmente del país.

### Religión
La religión fue oprimida y atacada en la Checoslovaquia de la era comunista. En 1991, el 46,4% eran católicos, los ateos constituían el 29,5%, el 5,3% eran evangélicos luteranos y el 16,7% eran n/a, pero había grandes diferencias entre las 2 repúblicas constituyentes.

## Cultura y Sociedad

### Salud, bienestar social y vivienda
Después de la Segunda Guerra Mundial, todos los ciudadanos disponían de atención médica gratuita. La planificación sanitaria nacional hizo hincapié en la medicina preventiva; fábricas y centros de salud locales complementaron hospitales y otras instituciones para pacientes hospitalizados. Mejora sustancial en la atención de salud rural en los años sesenta y setenta.

### Medios de comunicación
Los medios de comunicación en Checoslovaquia estaban controlados por el Partido Comunista de Checoslovaquia (KSČ). La propiedad privada de cualquier publicación o agencia de los medios de comunicación estaba generalmente prohibida, aunque las iglesias y otras organizaciones publicaban pequeñas revistas y periódicos. Incluso con este monopolio de la información en manos de organizaciones bajo el control de KSČ, todas las publicaciones fueron revisadas por la Oficina de Prensa e Información del gobierno.